# Bummi-Lied
Das Bummi-Lied mit der Anfangszeile Kam ein kleiner Teddybär ist ein fünfstrophiges Kinderlied aus der DDR. Der Text stammt von Ursula Werner-Böhnke, Chefredakteurin der Kinderzeitschrift Bummi, und die Weise von Hans Naumilkat. Der Text nimmt Bezug auf Bummi, einen Bär mit gelbem Fell. Er ist Held der gleichnamigen DDR-Zeitschrift, die ab 1957 für Kinder im Kindergartenalter herausgegeben wurde. Das Bummi-Lied wurde ab 1968 in verkürzter Fassung (drei Strophen) ab der ersten Klasse in der DDR im Musikunterricht eingeübt. Das Lied erschien im VEB Friedrich Hofmeister Musikverlag Leipzig.

## Ausgaben
Die bekannteste Aufnahme des Liedes stammt vom Rundfunk-Kinderchor Leipzig.